# Kaštilac
Kaštilac je pevnost, která se nachází v Kaštelách, konkrétně v jejich sídelní části Kaštel Gomilica, v splitsko-dalmatské župě v Chorvatsku. Pevnost je strategicky umístěna na malém ostrůvku v Kaštelském zálivu, přibližně 40 metrů od pevniny, se kterou je spojena kamenným mostem. V dnešní době je pevnost obývána soukromými osobami.

## Historie
Okolí historicky patřilo sestrám benediktinkám. Kvůli turecké hrozbě benediktinky postavily opevněné sídlo Kaštilac na ostrůvku Gomilica, tato pevnost byla dokončena roku 1545. Vstup do pevnosti je chráněn vysokou věží s mašikulí a asi 40 metrů dlouhým kamenným obloukovým mostem spojující pevnost s břehem.
Pevnost je vybudována na čtvercovém půdorysu a původně byla vybavena navíc i padacím mostem. Po dokončení pevnosti benediktinky nabídly v pevnosti domov rodinám z vesnic Horní a Dolní Kozica, jelikož Turci zlikvidovali jejich vesnice a obydlí. V 17. století pak pevnost ztratila svou obrannou funkci.